# The Vampire Lovers
The Vampire Lovers és una pel·lícula britànica de terror gòtic del 1970 dirigida per Roy Ward Baker i protagonitzada per Ingrid Pitt, Peter Cushing, George Cole, Kate O'Mara, Madeline Smith, Dawn Addams i Jon Finch. Va ser produïda per Hammer Film Productions. Es basa en la novel·la de 1872 de Sheridan Le Fanu Carmilla i és la primera pel·lícula de la trilogia de Karnstein, les altres dues pel·lícules són Lust for a Vampire  (1971) i Twins of Evil (1971). Les tres pel·lícules van ser una mica atrevides per a l'època en representar explícitament temes lesbians.

## Trama
A Estíria, 1794, una bella dona rossa amb un vestit diàfan es materialitza d'un cementiri boirós i mata un home que atrau d'una taverna. Mentre torna a la seva tomba, troba el seu sudari desaparegut. Així, es veu obligada a enfrontar-se al Baró Hartog, un caçador de vampirs que l'estava perseguint per venjar la mort de la seva germana. La dona és identificada com a vampir i decapitada.
Dècades més tard, el general austríac Spielsdorf està llançant una pilota a la seva finca per celebrar l'aniversari de la seva neboda, Laura. Una comtessa, que recentment s'ha traslladat a la propietat veïna del general, hi assisteix amb la seva bella filla Marcilla. Després de parlar amb un misteriós home de negre, la comtessa li diu al general que ha d'anar a visitar un familiar malalt, i li demana que cuidi Marcilla en la seva absència. Laura fa amistat amb ella ràpidament, malgrat el seu comportament estrany, mentre que Marcilla sembla sentir-se atreta sexualment pel seu nou amic. Posteriorment, Laura experimenta violents malsons on és atacada per un gat gegant, i de sobte mor d'una anèmia gradual i inexplicable. Als seus pits es descobreixen dues petites ferides punxades. Després d'això, Marcilla desapareix i el general Spielsdorf marxa a buscar el baró Hartog.
Marcilla, que ara passa per l'àlies "Carmilla", es retroba amb la comtessa. Escenifiquen una avaria de carruatge prop de la residència del senyor Morton, un anglès adinerat que viu a Estiria i és amic del general. Una vegada més, la comtessa manipula el senyor Morton perquè ofereixi hospitalitat al seu suposat parent (aquesta vegada presentat com la seva neboda). Al lloc dels Morton, Carmilla intenta seduir la ingènua filla de Morton, Emma, que es resisteix a les seves obertures més romàntiques. A partir d'aquí, l'Emma també cau malalta i comença a patir els malsons del gat gegant, mentre que els seus pits mostren les mateixes ferides que la Laura. Després que el pare d'Emma hagi d'anar a Viena en un viatge de negocis, la institutriz d'Emma, Mademoiselle Perrodot, és seduïda per Carmilla i es converteix en ella després d'haver dormit amb ella. Mentrestant, la Carmilla ha començat a alimentar-se de la gent del poble proper, provocant una sèrie de morts misterioses on els cadàvers són drenats de tota la sang.
El majordom de Morton, Renton, s'assabenta de les supersticions dels vampirs locals i demana l'ajuda del metge que ja havia tractat la Laura. Utilitzen flors d'all i crucifixos per protegir l'Emma, que ara s'està morint. La Carmilla ataca i mata el metge a la carretera. Aleshores sedueix i sotmet a Renton, que tenia la impressió equivocada que l'únic vampir real era Mademoiselle Perrodot, que ha mostrat aversió a l'all. Amb Renton sota el seu control, la Carmilla és capaç de treure les proteccions. Sabent que ha estat descoberta, ràpidament envia a Renton, amb la intenció de retirar-se a la seva tomba i endur-se l'Emma com a amant.
Morton, que va ser cridat a casa per Renton, coneix el general Spielsdorf i el baró Hartog, que anaven camí cap a les ruïnes del castell de Karnstein, juntament amb el promès de Laura, Carl. Hartog revela que els Karnstein eren una família de vampirs del segle XVI. En la seva joventut, havia aconseguit destruir-los gairebé tots, començant per la dona rossa que havia matat la seva germana. Tanmateix, no va poder trobar la tomba de la jove Mircalla Karnstein. Mirant el seu retrat a la sala del castell, Spielsdorf i Morton s'adonen que és la mateixa noia que coneixen per separat com a Marcilla i Carmilla. Carl s'apressa i torna a casa de Morton per rescatar l'Emma.
Mentre Mircalla es prepara per marxar amb l'Emma, la Mademoiselle Perrodot demana que la portin amb ella. Mircalla la mata i la buida. En aquest moment, en Carl arriba i persegueix a Mircalla fent servir una punyal com a creu. Mircalla es desmaterialitza i fuig al castell de Karnstein, on el baró i els altres esperen el seu retorn. Un cop localitzat al seu taüt en repòs, el general Spielsdorf clava una estaca al cor de Carmilla i li talla el cap, venjant així la mort de la seva filla. Emma s'allibera de la malaltia i la influència del vampir. A l'escena final, la imatge de Mircalla al seu retrat a la paret es converteix en un esquelet amb ullals.
Al llarg de la pel·lícula, un misteriós home de negre observa com es desenvolupen tots aquests esdeveniments des de la distància, rient de tant en tant amb menyspreu.

## Repartiment
- Ingrid Pitt com a Marcilla/Carmilla/Mircalla Karnstein
- Pippa Steel com a Laura Spielsdorf
- Madeline Smith com a Emma Morton
- Peter Cushing com el general Spielsdorf
- George Cole com a Roger Morton
- Dawn Addams com la comtessa
- Kate O'Mara com a institutriu, Mademoiselle Perrodot
- Douglas Wilmer com el baró Joachim von Hartog
- Jon Finch com a Carl Ebhardt
- Ferdy Mayne com a metge
- Kirsten Lindholm com el primer vampir (la dona rossa)
- John Forbes-Robertson com l'home de negre
- Shelagh Wilcocks com a mestressa
- Harvey Hall com Renton, el majordom
- Janet Key com a Gretchin, la minyona
- Charles Farrell com a propietari

## Producció
La pel·lícula va ser una coproducció entre Hammer i American International, que estaven interessats en una pel·lícula de vampirs amb contingut sexual més explícit per aprofitar un entorn de censura més relaxat. Es va decidir adaptar Carmilla. Harry Fine i Michael Style foren els dos productors.
Abans de la producció, el guió de The Vampire Lovers va ser enviat al censor en cap John Trevelyan, qui va advertir l'estudi sobre representacions de lesbianisme, assenyalant que un pel·lícula lesbiana anterior, The Killing of Sister George, havia tingut cinc minuts extirpats pel seu despatx. En resposta, Hammer va respondre que el lesbianisme no era cosa d'ells, sinó que estava present a la història original de Le Fanu. Com a resultat Trevelyan va fer marxa enrere.
La producció de The Vampire Lovers va començar a Elstree Studios el 19 de gener de 1970 i va utilitzar ubicacions als terrenys de Moor Park Mansion, Hertfordshire (representant Estíria, Europa central). Produïda amb un pressupost relativament baix de 165.227 £, va ser l'última pel·lícula de Hammer que es va finançar amb diners nord-americans; la majoria de les pel·lícules posteriors van ser recolzades per Rank o EMI.
Mentre filmava l'escena en què la Carmilla ataca Madame Perrodot, els ullals d'Ingrid Pitt no paraven de caure de la seva boca i caient en l'escot de Kate O'Mara, provocant ventades de rialles incontrolables d'ambdues actrius. Finalment, Pitt va agafar una mica de xiclet de la boca d'un dels membres de la tripulació i la va utilitzar per assegurar els seus ullals.

## Recepció crítica
The Vampire Lovers ha rebut una recepció variada de la crítica. La ressenya de Variety va ser variada, afirmant que la història no era genial i que tenia un "diàleg bastant pla", però el guió tenia "tots els ingredients necessaris." A. H. Weiler de The New York Times ho va anomenar "una sortida de la maleïda norma... dirigida professionalment, posada en escena opulenta i sexy per començar." The Monthly Film Bulletin va declarar: "Una mica per sota de la normalitat, fins i tot segons els estàndards recents de Hammer, això implica la respiració pesada habitual, els ullals luxuriosos i els escenaris prou luxosos, amb la innovació d'un mugró o dos exposats per donar suport a l'angle lèsbic."
Dave Kehr va escriure una crítica retrospectiva favorable per a Chicago Reader, i va escriure que la pel·lícula "va ser el resultat de l'últim augment significatiu d'energia creativa de la britànica Hammer Films, que després es va convertir en una autoparòdia abjecta." El crític de cinema Leonard Maltin va donar a la pel·lícula una nota aprovada de dues estrelles i mitja, anomenant-la un "refredador d’aigua Hammer bastant eròtic".
Allmovie va escriure: "Aquesta producció de Hammer Films no és el seu millor moment, però és fàcil d'entendre per què s'ha convertit en un preferit de culte per als fans del terror: The Vampire Lovers porta la fórmula de "vessament de sang i pits" dels èxits de Hammer al seu límit". Al lloc web d'agregació de ressenyes Rotten Tomatoes la pel·lícula té una aprovació una puntuació del 76%, basada en 20 ressenyes, i està certificat com a "fresc".

## Mitjans domèstics
The Vampire Lovers va ser llançat el 26 d'agost de 2003 en DVD per MGM Home Video (Fox Video) com a foble funció de Midnite Movies DVD que consta tant de The Vampire Lovers com de Countess Dracula (1971). Scream Factory va estrenar la pel·lícula en Blu-ray el 30 d'abril de 2013 i es va publicar una "edició de col·leccionista" amb una nova exploració 4K del negatiu de la càmera original el 21 de desembre de 2021.